# Second movement
Second movement is het tweede studioalbum van de Zweedse muziekgroep Cross. Het is het tweede deel van de zogenaamde Uncovered heart trilogie. Het album laat een ontwikkeling horen naar de progressieve rock, het materiaal en samenspel zijn sinds het eerste album verbeterd. De stem van Hansi Cross klinkt wat Gilmourachtig (enigszins hees en lui). Voor het eerst waagde de band zich aan een wat langere compositie; het 13-minuten durende Fire, ook zijn de soli wat langer. Het album is opgenomen in de Progress Studio van Hansi Cross, waarmee aangegeven is wie de leider van de band is.

## Musici
Cross:
- Hansi Cross – zangstem, akoestische en elektrische gitaar, toetsinstrumenten
- Christian André – orgel en toetsinstrumenten
- Jonas Olson – basgitaar
- Benny Hadders – slagwerk, percussie

met:
- Idde Schultz – achtergrondzang
- Ulf Adåker – trompet
- Adam Cross- gelach
- Linda Hadders - kindgeluiden

## Muziek
Alles van Hansi Cross, behalve waar aangegeven:

| Nr. | Titel                                | Duur  |
| --- | ------------------------------------ | ----- |
| 1.  | Emergency (Hansi Cross / Nordenfelt) | 4:10  |
| 2.  | Screaming                            | 5:13  |
| 3.  | Violent times                        | 5:53  |
| 4.  | When the rain comes                  | 6:01  |
| 5.  | My favourite baby                    | 3:59  |
| 6.  | The fake                             | 0:59  |
| 7.  | Fanfare song                         | 4:30  |
| 8.  | Impregnable eyes                     | 5:23  |
| 9.  | Fire                                 | 13:35 |
| 10. | Yearning (Crossband)                 | 3:36  |